# Jean-Jacques Delmas
Pour les articles homonymes, voir Delmas.
Jean-Jacques Delmas est un médecin généraliste et homme politique français, né le 4 octobre 1938 au Malzieu-Ville (Lozère) et mort le 8 février 2010 à Mende (Lozère).

## Biographie
Élu maire de Mende en 1983, réélu en 1989 en tant que divers droite et constamment jusqu'à 2008, il est aussi élu député en 1993, siégeant dans la Xe législature dans le groupe parlementaire de l'Union pour la démocratie française (UDF).
Délégué départemental de l'UDF, Jean-Jacques Delmas n'apporte pas son soutien à la candidature de Francis Saint-Léger (UMP) et annonce qu'il se présenterait pour défendre la nouvelle formation de François Bayrou, le Mouvement démocrate, lors des élections législatives de juin 2007, desquelles il ne passe pas le premier tour, battu par Francis Saint-Léger (UMP) et Jean-Claude Chazal (PS).
Lors de sa succession à la mairie de Mende, en mars 2008, il soutient le socialiste Alain Bertrand, qui l'emporte, face à l'UMP Francis Saint-Léger.

## Mandats
- 14 mars 1983 - 16 mars 2008 : maire de Mende
- 28 mars 1993 - 21 avril 1997 : député de la 1re circonscription de la Lozère
- Président de la Communauté de communes de la Haute Vallée d'Olt
- 1970 - 2010 : conseiller général de la Lozère pour le canton de Sainte-Enimie